# 黑德梅斯泰

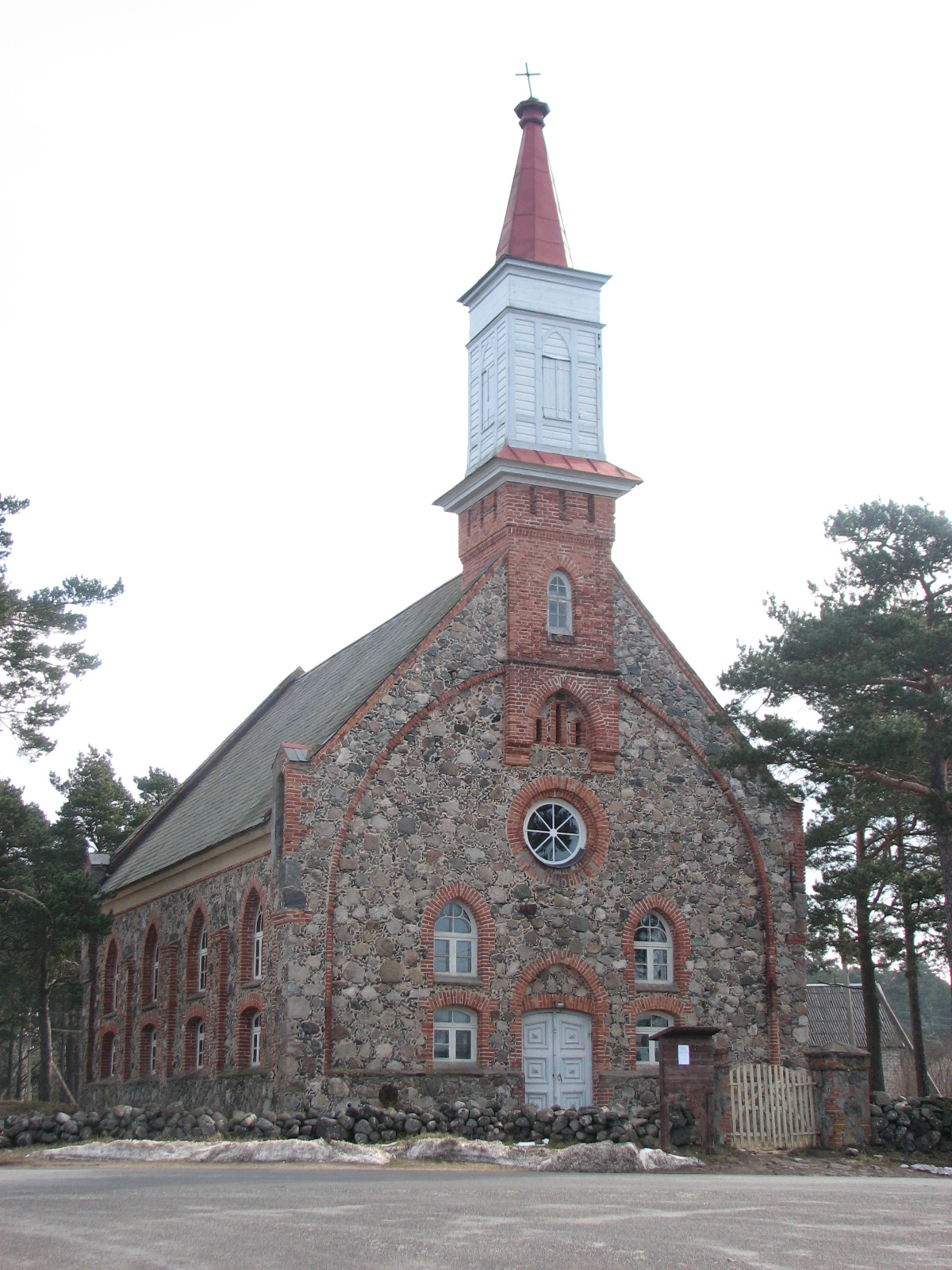
黑德梅斯泰教堂

黑德梅斯泰，是愛沙尼亞派爾努縣黑德梅斯泰市镇内的小鎮及其行政中心，位於該國西南部，處於首都塔林以南150公里，海拔高度8米，2010年該小鎮人口851。
58°5′0″N 24°29′55″E / 58.08333°N 24.49861°E